# William Scott Ferguson
William Scott Ferguson (* 11. November 1875 in Marshfield (Prince Edward Island); † 28. April 1954 in Cambridge (Massachusetts)) war ein US-amerikanischer Althistoriker kanadischer Herkunft, der als Professor an der Harvard University wirkte (1908–1945). Er ist besonders durch seine Forschungen zur griechischen Chronologie und zur Kultur des Hellenismus bekannt.

## Leben
William Scott Ferguson war der Sohn des kanadischen Landwirts und Politikers Donald Ferguson und seiner Frau Elizabeth Scott Ferguson. Er studierte an der McGill University in Montreal, wo er 1896 den Bachelor-Grad erlangte, sowie an der Cornell University, wo er 1897 den Master-Grad erlangte und 1899 promoviert wurde. Anschließend vertiefte Ferguson seine Studien in Berlin und Athen.
Nach seiner Rückkehr in die USA arbeitete Ferguson als Dozent für griechische und römische Geschichte an der University of California, Berkeley. Von 1906 bis 1907 hielt er sich zu Forschungszwecken am Carnegie Institution of Washington auf; gleichzeitig wurde er in Berkeley zum Associate Professor ernannt. 1908 wechselte er als Assistant Professor an die Harvard University, wo er 1912 zum Professor of Ancient History und 1929 zum McLean Professor of Ancient and Modern History ernannt wurde. Von 1913 bis 1914 war er von seiner Harvard-Professur beurlaubt, um eine Professur an der American School of Classical Studies at Athens wahrzunehmen. 1921 wurde er in die American Academy of Arts and Sciences und 1937 in die American Philosophical Society gewählt. Von 1939 bis 1942 war er Dekan der Faculty of Arts and Science, am 1. Juli 1945 trat er in den Ruhestand. Zu seinen Ehren wurde 1951 der William Scott Ferguson award eingerichtet, der für herausragende Essays an Harvard-Studenten verliehen wird. Einer der Preisträger ist John Roberts.

## Leistungen
Ferguson übte durch seine zahlreichen Schüler (darunter Sterling Dow, Jakob Larsen, Charles Edson, Vincent Scramuzza und Arthur E. R. Boak) großen Einfluss auf die althistorische Forschung in den USA aus. Seine Forschungsarbeit stellte die griechische Chronologie erstmals auf sichere Fundamente. Bereits während seiner Promotion entdeckte er eine Gesetzmäßigkeit: Während die eponymen Archonten ohne erkennbare Reihenfolge die Jahre markieren, lösen sich die Vorsitzenden der Bule jährlich ab. Diese für die Datierung attischer Inschriften höchst bedeutsame Entdeckung publizierte er zum ersten Mal in seiner Dissertation The Athenian Archons of the Third and Second Centuries before Christ. Sie ist seither als „Ferguson’s law“ (Fergusons Gesetz) bekannt. Im Verlauf seiner Forschungen verfeinerte Ferguson seine Theorie, deren Gültigkeit bis zur römischen Besetzung Griechenlands gesichert ist.
Neben seiner Forschung zur Chronologie beschäftigte sich Ferguson mit der Kultur der hellenistischen Zeit und trug zur Popularisierung der Alten Geschichte bei, zum Beispiel durch seine Vorlesung über Greek Imperialism (gedruckt 1913) und durch seine Beiträge zur Reihe Cambridge Ancient History.